# Cizre
Cizre (výslovnost [ˈdʒizɾe], arabsky جزيرة ابن عمر‎ – Jazirat Ibn ʿUmar, hebrejsky גזירא‎ – Gzira, kurdsky Cizîr nebo Cizîre, syrsky ܓܙܪܬܐ ܕܒܪ ܥܘܡܪ – Gāzartā) je město v provincii Şırnak v jihovýchodní části Turecka. Protéká jím řeka Tigris. Město se nachází přímo na hranici se Sýrií a je i velmi blízko hranic s Irákem. Cizre se nachází v historické oblasti Mezopotámie a kulturní oblasti tureckého Kurdistánu.

## Etymologie
Slovo Cizre je odvozeno z arabského Dzsíra (جزيرة), což v překladu znamená ostrov.

## Historie
První zmínky o místě pocházejí již ze 4./5. století z římské mapy Tabula Peutingeriana.
Město bylo postaveno v ohybu Tigridu na jedná straně řeky. Z druhé strany města byl následně vystavěn kanál, takže se město ocitlo na ostrově; odtud pochází jeho název. Původní řeka však nakonec zmizela, tok se přesunul jen na kanál.
Město v minulosti sloužilo jako přístav – zboží bylo přepravováno vorem po Tigrisu přes Mosul až dále na jih.

## Populace
Do roku 1915 mělo Cizre rozmanitou populaci Arménů a Asyřanů tvořících polovinu obyvatelstva, Židů a muslimských Kurdů. Počet obyvatel se výrazně snížil genocidou Arménů a Asyřanů, ale také odchodem Židů v letech 1950–1951. Od 1984 se populace výrazně zvyšuje, a to díky kurdsko-tureckému konfliktu, kdy tisíce lidí prchají do města, aby se vyhnuly bojům.
| Rok  | Ve městě  | V okolí | Celkem  |
| ---- | --------- | ------- | ------- |
| 1850 | cca 4 000 |         |         |
| 1890 | 9 560     |         |         |
| 1918 | cca 7 500 |         |         |
| 1940 | 5 575     |         |         |
| 1960 | 6 473     |         |         |
| 1980 | 20 200    |         |         |
| 1990 | 50 023    | 13 603  | 63 626  |
| 2000 | 69 591    | 12 451  | 82 042  |
| 2007 | 90 477    | 15 174  | 105 651 |
| 2008 | 94 076    | 16 589  | 113 041 |
| 2009 | 96 452    | 16 951  | 117 429 |
| 2010 | 100 478   | 16 951  | 117 429 |
| 2011 | 104 844   | 18 123  | 122 973 |
| 2012 | 106 831   | 17 973  | 124 804 |
| 2013 | 110 166   | 19 412  | 129 578 |
| 2014 | 112 973   | 19 884  | 132 857 |
| 2015 | 111 266   | 20 550  | 131 816 |
| 2016 | 112 919   | 20 989  | 133 908 |
| 2017 |           |         | 140 372 |
| 2018 |           |         | 143 124 |
| 2019 | 125 799   | 22 898  | 148 697 |

## Geografie
Cizre se nachází v nejvýchodnějším bodě kopcovité oblasti Tur Abdin v pohoří Melabas.

### Klima
V Cizre panuje Středozemní podnebí s vlhkými, mírnými, zřídka zasněženými zimami a suchými, extrémně horkými léty. Průměrná teplota je zde v nejchladnějším měsíci 6,9 °C, v nejteplejším 32,8 °C. Nejvyšší naměřená teplota zde a v Turecku vůbec byla 49 °C.
| Cizre – podnebí             | Cizre – podnebí | Cizre – podnebí | Cizre – podnebí | Cizre – podnebí | Cizre – podnebí | Cizre – podnebí | Cizre – podnebí | Cizre – podnebí | Cizre – podnebí | Cizre – podnebí | Cizre – podnebí | Cizre – podnebí | Cizre – podnebí |
| Období                      | leden           | únor            | březen          | duben           | květen          | červen          | červenec        | srpen           | září            | říjen           | listopad        | prosinec        | rok             |
| --------------------------- | --------------- | --------------- | --------------- | --------------- | --------------- | --------------- | --------------- | --------------- | --------------- | --------------- | --------------- | --------------- | --------------- |
| Průměrné denní maximum [°C] | 11,1            | 13,2            | 17,6            | 22,8            | 29,8            | 37,2            | 41,7            | 41,3            | 37,3            | 29,0            | 20,1            | 13,2            | 26,2            |
| Průměrná teplota [°C]       | 6,9             | 8,7             | 12,5            | 17,1            | 22,7            | 28,8            | 32,8            | 32,0            | 28,1            | 21,6            | 14,4            | 8,9             | 19,5            |
| Průměrné denní minimum [°C] | 3,3             | 4,6             | 7,5             | 11,1            | 15,2            | 20,1            | 23,7            | 22,8            | 19,4            | 14,5            | 9,2             | 5,2             | 13,0            |
| Průměrné srážky [mm]        | 118             | 120             | 109             | 97              | 42              | 4               | 1               | 0               | 1               | 34              | 72              | 127             | 725             |
| Zdroj: Levoyageur           |                 |                 |                 |                 |                 |                 |                 |                 |                 |                 |                 |                 |                 |

## Citadela v Cizre

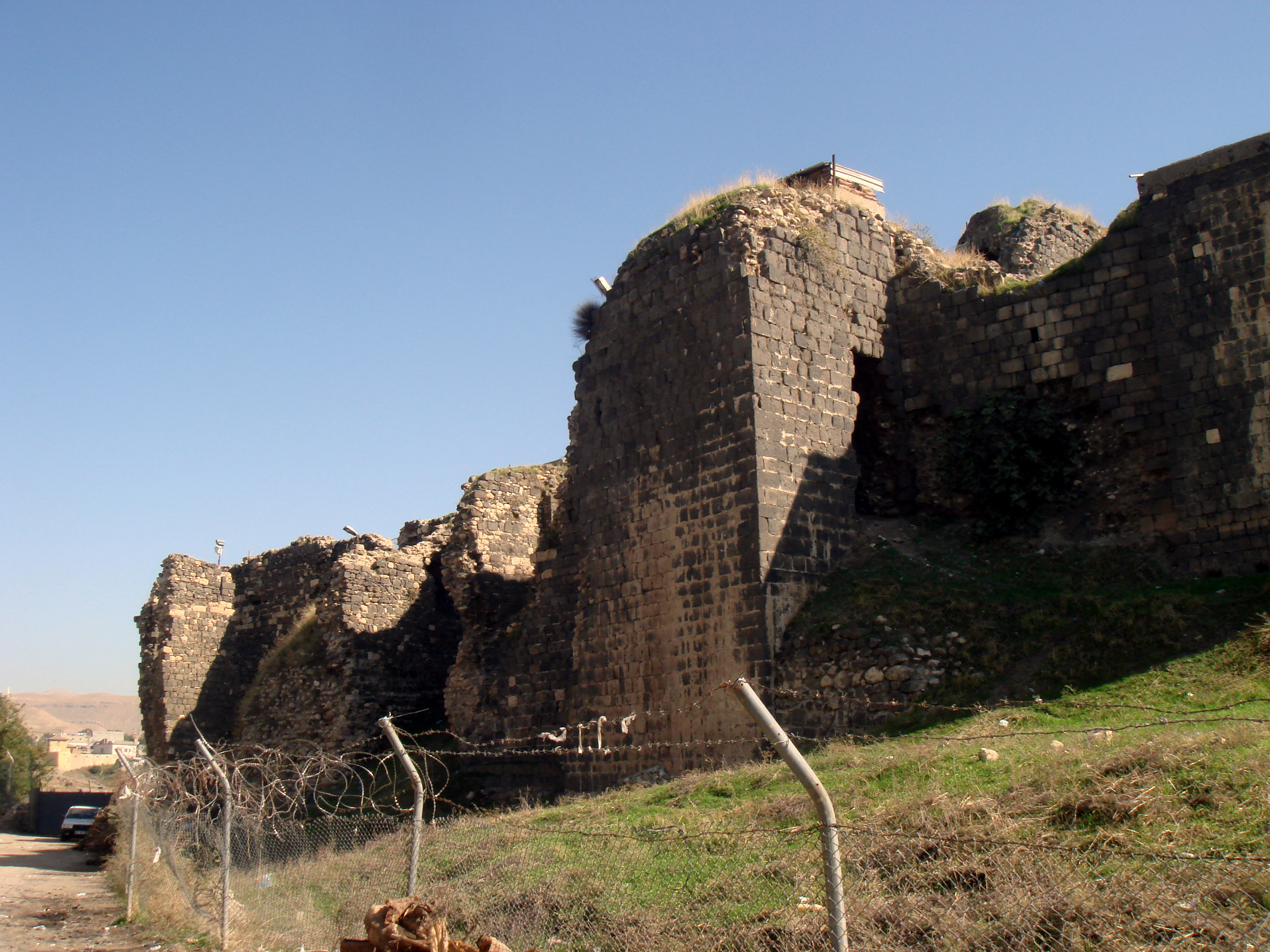
Citadela v Cizre k roku 2009

Citadela v Cizre pochází pravděpodobně z 11. až 15. století našeho letopočtu. Od roku 1847 sloužila turecké armádě. Od roku 1995 do roku 2010 jej používala pohraniční stráž. Po opuštění komplexu armádou započali k roku 2013 archeologové z Mardinova muzea s vykopávkami. Ty skončily v prosinci následujícího roku.

## Významní lidé
- Ismail al-Jazari (1136–1206), učenec
- Majd ad-Dīn Ibn Athir (1149–1210), historik
- Alí ibn al-Athír (1160–1233) kurdský historik
- Abdisho IV Maron (1555–1570)
- Malaye Jaziri (1570–1640), kurdský básník
- Bedir Khan Beg (1803–1868)
- Şerafettin Elçi (1938–2012), kurdský politik
- Tahir Elçi (1966–2015), kurdský právník
- Halil Savda (nar. 1974), kurdský odpůrce vojenské služby
- Leyla İmret (nar. 1987), kurdská politička